# Cuba ai Giochi della XXVI Olimpiade
Cuba partecipò ai Giochi della XXVI Olimpiade, svoltisi ad Atlanta, Stati Uniti, dal 19 luglio al 4 agosto 1996, con una delegazione di 164 atleti impegnati in quindici discipline.